# 公民逮捕
公民逮捕（英語：citizen's arrest）是指非警察（亦非紀律部隊）的公民逮捕犯罪嫌疑人的行为，在英美法系中，这一行为可追溯至中世纪的英格兰法律制度，当时的法律鼓励公民抓捕犯罪者。

## 各国法律

### 中華人民共和国
《中华人民共和国刑事诉讼法》：

第八十二条 对于有下列情形的人，任何公民都可以立即扭送公安机关、人民检察院或者人民法院处理：
- （一）正在实行犯罪或者在犯罪后即时被发觉的；
- （二）通缉在案的；
- （三）越狱逃跑的；
- （四）正在被追捕的。

### 香港
- 刑事訴訟程序條例第221章101條（在某些案件中循簡易程序拘捕罪犯）
  - 罪犯的拘捕
    - (1)（由1971年第5號第9條廢除）
    - (2) 任何人可無需手令而逮捕任何他合理地懷疑犯了可逮捕的罪行的人。（由1967年第70號第2條代替）
    - (3) 任何人如獲他人提出向他售賣、當押或交付任何財產，而他有合理理由懷疑已有或即將有任何可逮捕的罪行對該財產或就該財產而犯，他可無需手令而拘捕向他提出售賣、當押或交付該財產的人，並取得該被提出予以售賣、當押或交付的財產的管有，而如果他能夠的話，則必須如此行事。（由1967年第70號第2條修訂）
    - (4) 任何人如發現任何人管有任何他有合理理由懷疑該人是藉可逮捕的罪行而取得的財產，可無需手令而逮捕最後述及的人，並取得該財產的管有。（由1967年第70號第2條修訂）
    - (5) 根據載於此的任何條文逮捕任何人的每一人（如作出逮捕的人本身不是警務人員），須將如此逮捕的人及他已取得管有的財產（如有的話）交付警務人員，以便在合理的範圍內儘快將該人帶到裁判官席前，以待裁判官按照法律處理，或為該目的而親自在合理的範圍內儘快將該人帶到裁判官席前。（由1911年第51號修訂；由1912年第2號附表修訂）
    - (6) 本條不影響任何其他成文法則賦予警察或其他人的拘捕權力。

- 刑事訴訟程序條例第221章101條 101A條（作出逮捕時 武力的使用）
  - (1) 任何人於防止罪案時或於進行或協助合法逮捕罪犯或疑犯或非法地不在羈留中的人時，可使用就當時環境而言屬於合理的武力。
  - (2) 普通法中關於何時為第（1）款所述任何目的而使用武力，即因該目的而屬正當地使用武力的規定，由第（1）款予以取代。
  - 制服疑犯時不可使用過份武力。

有關拘捕令俗稱101拘捕令，罪行屬嚴重，如行劫、强姦、謀殺；但如果罪行屬輕微，市民則並不可逮捕，例如在法定禁止吸煙區抽煙罰款$1,500，所以不可逮捕。「可逮捕的罪行（英語：arrestable offence）」指由法律規限固定刑罰的罪行，或根據、憑藉法例對犯者可處超過12個月監禁的罪行，亦包括犯任何這類罪行的企圖。
- 毒品罪行：最高監禁3年至終身監禁[5]
- 偷竊：最高監禁10年[6]
- 非禮：最高監禁10年[7]
- 非法賭博：最高監禁9個月[8]

### 台湾
第八十八条 (现行犯与准现行犯)
- 现行犯，不问何人得迳行逮捕之。
- 犯罪在实施中或实施后即时发觉者，为现行犯。
- 有左列情形之一者，以现行犯论：
  - 一、被追呼为犯罪人者。
  - 二、因持有凶器、赃物或其他物件，或于身体、衣服等处露有犯罪痕迹，显可疑为犯罪人者。

## 引用来源
1. ↑  . FindLaw. 2009  [20 Apr 2014]. （原始内容存档于2012-07-11）.
2. ↑  . 壹週刊.   [2018-05-27]. （原始内容存档于2018-07-11）.
3. ↑   (PDF).   [2018-07-11]. （原始内容存档 (PDF)于2019-10-27）.
4. ↑  . 政府新聞網.   [2018-07-16]. （原始内容存档于2019-10-31）.
5. ↑  . www.police.gov.hk.   [2018-05-27]. （原始内容存档于2019-10-05）.
6. ↑  . www.hklii.hk.   [2018-05-27].
7. ↑  . www.clic.org.hk.   [2018-05-27]. （原始内容存档于2018-07-11）.
8. ↑  . www.s100.hk.   [2018-05-27]. （原始内容存档于2019-07-30）.